# Santa Caterina Albanese
Santa Caterina Albanese er en by i Calabrien, Italien med 1.127 (2023) indbyggere.